# Otocryptis nigristigma
Otocryptis nigristigma är en ödleart som beskrevs av  Mohomed M. Bahir och SILVA 2005. Otocryptis nigristigma ingår i släktet Otocryptis och familjen agamer. Inga underarter finns listade i Catalogue of Life.
Denna ödla förekommer endemisk i Sri Lanka. Den lever i låglandet och i kulliga regioner upp till 400 meter över havet. Arten vistas i städsegröna skogar och den besöker kulturlandskap med att tjockare lövskikt. Honor lägger ungefär fyra ägg per tillfälle. Honor med nästan mogna ägg i kroppen hittades i september.
Beståndet påverkas i viss mån av introducerade katter, av landskapsförändringar och av gruvdrift. Hela populationen är fortfarande stor. IUCN listar ödlan som livskraftig (LC).